# 若井敦子のここに人あり
『若井敦子のここに人あり』（わかいあつこのここにひとあり）は、2006年10月1日から2007年12月30日までぎふチャンで放送されていた教養番組・トーク番組である。その後も2008年1月6日から同年3月30日まで『ここに人あり2008』（ここにひとあり にせんはち）と題して放送されていた。いずれも十六銀行の一社提供。放送時間は毎週日曜 9:15 - 9:30 （日本標準時）。

## 概要
女性空手家の若井敦子がインタビュアーを務めていた対談番組。2007年12月30日放送分では、前番組『忙中閑談』のインタビュアーである武山幸子をゲストに迎えて行われた。
番組は2008年に入ったのを機に改題リニューアルしたが、それからわずか3か月で終了。日曜9:30枠で放送され続けた十六銀行提供の対談番組シリーズは、この番組の最終回をもって幕を閉じた。